# Brijuni
Brijuni (pronúncia em servo-croata: pronunciada [brijǔːni]) ou as Ilhas Brijuni (também conhecidas como Ilhas Brionianas; em italiano:  Isole Brioni) são um grupo de quatorze pequenas ilhas na parte croata do norte do Mar Adriático, separadas da costa oeste da península da Ístria pelo Estreito de Fažana (também conhecido como Canal Fasana). A maior ilha, Ilha Veliki Brijun (também conhecida como em italiano:  Brioni Grande ou em croata:  Veli Brijun), (5.6km²), fica 2km da costa. A segunda maior ilha é Mali Brijun com uma área de 1,07km² e doze ilhas muito menores. Famosas pela sua beleza cênica, as ilhas são uma estância de férias e um Parque Nacional Croata.
As ilhas ganharam fama mundial em 1956 durante o Encontro de Brioni, quando os principais líderes do Movimento Não Alinhado se reuniram com o anfitrião, o presidente iugoslavo Tito, para formar a Declaração de Brioni que serviu de base para as políticas que o movimento seguiria. Outro evento que ocorreu nas ilhas foi o Acordo de Brioni de 1991.

## História

Mapa das ilhas Brijuni

As ilhas Brijuni foram chamadas de Pollariae ou Pullariae (Πολλάριαι) pelos antigos gregos e, mais tarde, foram chamadas de Brioniano.
As Ilhas Brijuni tiveram alguns assentamentos romanos antigos, mas até o final do século XIX as ilhas eram usadas principalmente para as suas pedreiras, que foram trabalhadas durante séculos. As ilhas pertenciam a Veneza desde a Idade Média, e as pedras das ilhas foram usadas para construir os palácios e pontes da cidade. As ilhas faziam parte das províncias Ilírias após a breve anexação de Napoleão.
Em 1815 as ilhas passaram a fazer parte do Império Austríaco, que mais tarde se tornou Áustria-Hungria. Durante este período, as pedreiras das ilhas forneceram pedras pela primeira vez para Viena e Berlim. Com a construção de uma base naval no porto de Pula, os austríacos construíram uma forte fortaleza, "Fort Tegetthoff", na Ilha Veliki Brijun, juntamente com fortificações menores em algumas das outras.
A Marinha Austro-Húngara abandonou a fortaleza e, em 1894, o magnata empresarial vienense Paul Kupelwieser comprou todo o arquipélago e criou um resort de praia exclusivo. Em 1900, Kupelwieser convidou Robert Koch, o renomado microbiologista, para conduzir seus experimentos de erradicação da malária em Brijuni. Koch e seus associados tiveram sucesso e, em 1901, a ilha foi declarada livre da malária.

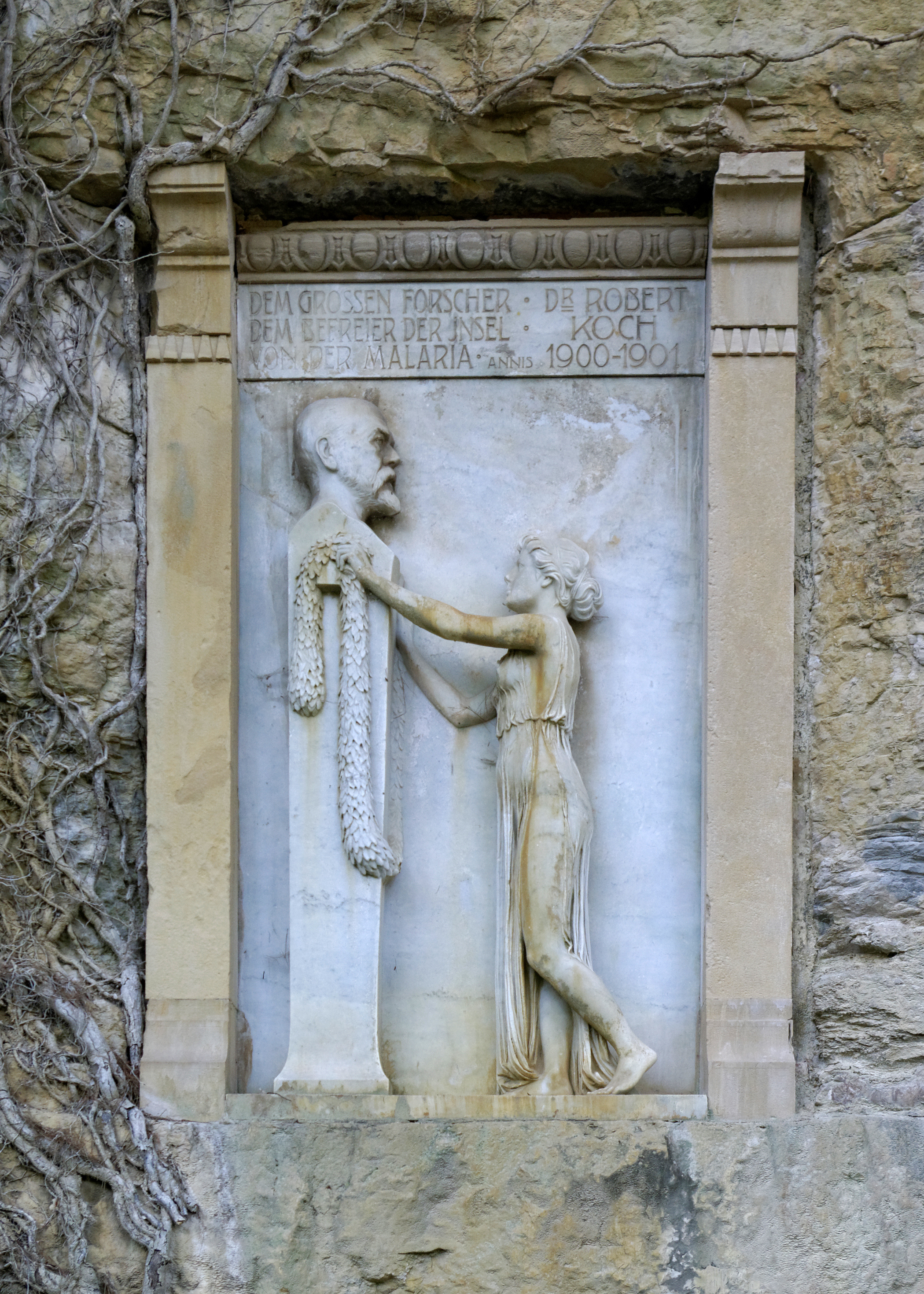
Comemoração de Robert Koch pela erradicação da malária na ilha

A propriedade foi complementada com hotéis de primeira classe, restaurantes, resorts de praia, um cassino e um porto de iates e tornou-se um ponto focal na vida social na Riviera Austríaca. Kupelwieser também criou uma regata de vela, um campo de golfe e – devido ao florescimento da cultura austríaca – vários concertos musicais e eventos literários. As ilhas Brijuni tornaram-se populares como destino da classe alta vienense e foram visitadas por membros da família imperial e outros ricos burgueses e aristocratas europeus. Durante a Grande Guerra, a marinha austro-húngara tinha uma base submarina na ilha.

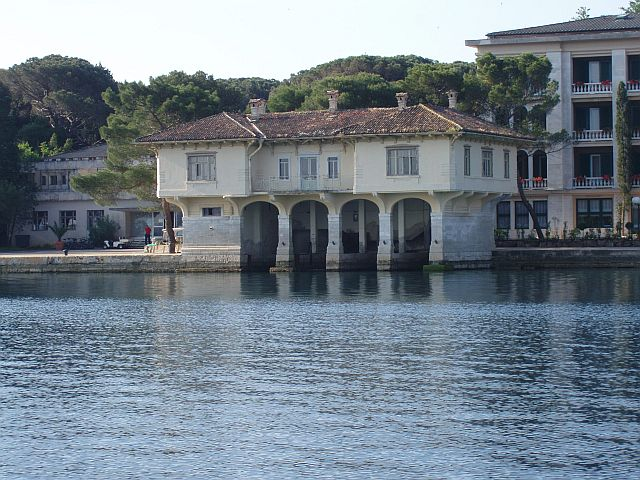
O principal porto de Brijuni, mostrando a casa de barcos de 1902

Em 1918, após a Primeira Guerra Mundial, Brijuni tornou-se parte do estado da Itália. Karl Kupelwieser, filho do fundador da propriedade, tentou manter o antigo esplendor, mas após a crise econômica que se seguiu à quebra de Wall Street em 1929, a propriedade faliu e Karl cometeu suicídio. Em 1930, a propriedade das ilhas foi adquirida pelo governo italiano devido à falência, e permaneceram parte da Itália até a capitulação em 1943.
Em 1945, após a Segunda Guerra Mundial, Brijuni tornou-se parte da Iugoslávia e o presidente Marechal Josip Broz Tito fez das Ilhas Brijuni sua residência de verão pessoal. O arquiteto esloveno Jože Plečnik projetou um pavilhão para Tito. Quase 100 chefes de estado estrangeiros visitaram Tito em suas ilhas, juntamente com estrelas de cinema, incluindo Elizabeth Taylor, Richard Burton, Sophia Loren, Carlo Ponti e Gina Lollobrigida. Tito morreu em 1980, e em 1983 as ilhas foram declaradas Parque Nacional da Iugoslávia.
Em meados de julho de 1956, o presidente do Egito, Gamal Abdel Nasser, o primeiro-ministro da Índia, Jawaharlal Nehru, e o presidente da Iugoslávia, Josip Broz Tito, reuniram-se aqui para discutir sua oposição à Guerra Fria, este encontro ficou conhecido como "Encontro de Brioni". Estas ideias cristalizaram-se mais tarde no Movimento Não Alinhado. Vijay Prashad comparou esta reunião à Conferência de Ialta. As Ilhas Brijuni foram inicialmente consideradas para sediar a 1ª Cúpula do Movimento Não Alinhado, mas a cidade de Belgrado foi finalmente selecionada devido aos locais insuficientes de Brijuni e à concentração das instalações internacionais de comunicação e mídia na capital da Iugoslávia. Brijuni também sediou a Reunião Ministerial dos Países Não Alinhados do Mediterrâneo em 1987.
Em 1991, a Croácia conquistou a independência e fez das Ilhas Brijuni um Centro Internacional de Conferências (ver Acordo de Brioni). Foram reabertos quatro hotéis na Ilha Veliki Brijun, bem como um Safari Park, que abriga animais doados a Tito, como Sony e Lanka, dois elefantes indianos doados por Indira Gandhi. Sony, que foi doado a Tito em 1970 quando era um bezerro de dois anos, morreu em 2010. O Torneio Internacional de Polo Brijuni, que remonta ao Brijuni austro-italiano de Karl Kupelwieser em 1924, foi continuado desde 2004.

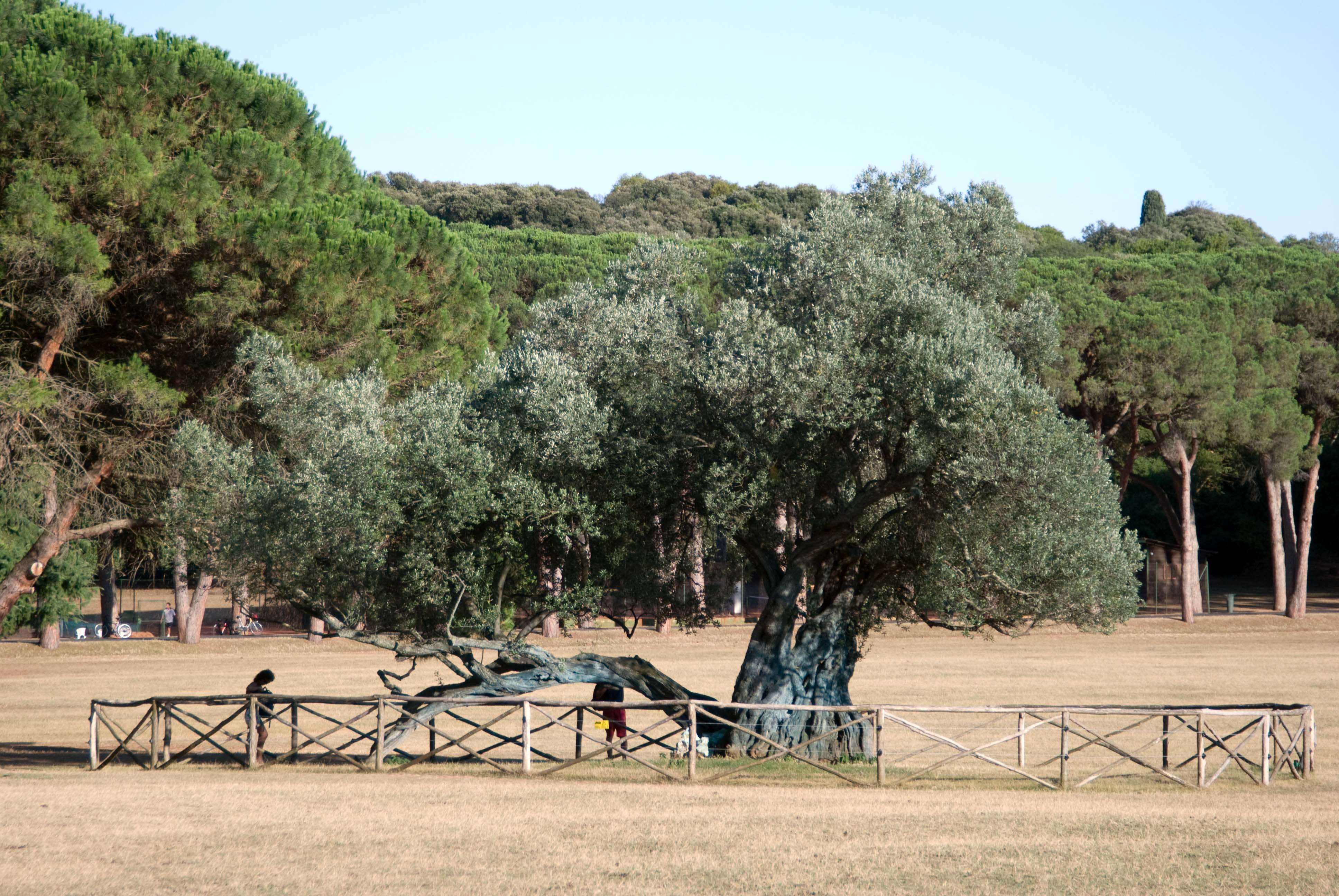
Oliveira de 1700 anos

## Flora
A maior parte da flora do arquipélago das ilhas Brijuni apresenta características típicas do Mediterrâneo. Na Ilha Veliki Brijun existem cerca de 600 espécies de plantas indígenas. Aqui os cedros, os bambus e o teixo piramidal foram aclimatados, enquanto em Vanga cresce o abeto anão. Há também muita vegetação exótica que Tito recebeu de estadistas estrangeiros. As associações vegetais mais importantes da Ilha Veliki Brijun são: matagal Maquis, azinheiras, e floresta Laurissilva, e Coníferas, que são muito características da região.
É interessante salientar que nas ilhas existem algumas espécies de plantas que estão entre as espécies de plantas ameaçadas de extinção da Ístria (papoula marinha, pepino selvagem, algumas espécies de gramíneas, etc.), mas nas ilhas são bastante difundidas e desenvolvem-se livremente.  A parte mais valiosa da ilha do ponto de vista da vegetação estende-se desde a Villa Brijunka, no sul, e a floresta mais bonita encontra-se a leste da Villa Branca.

## Fauna

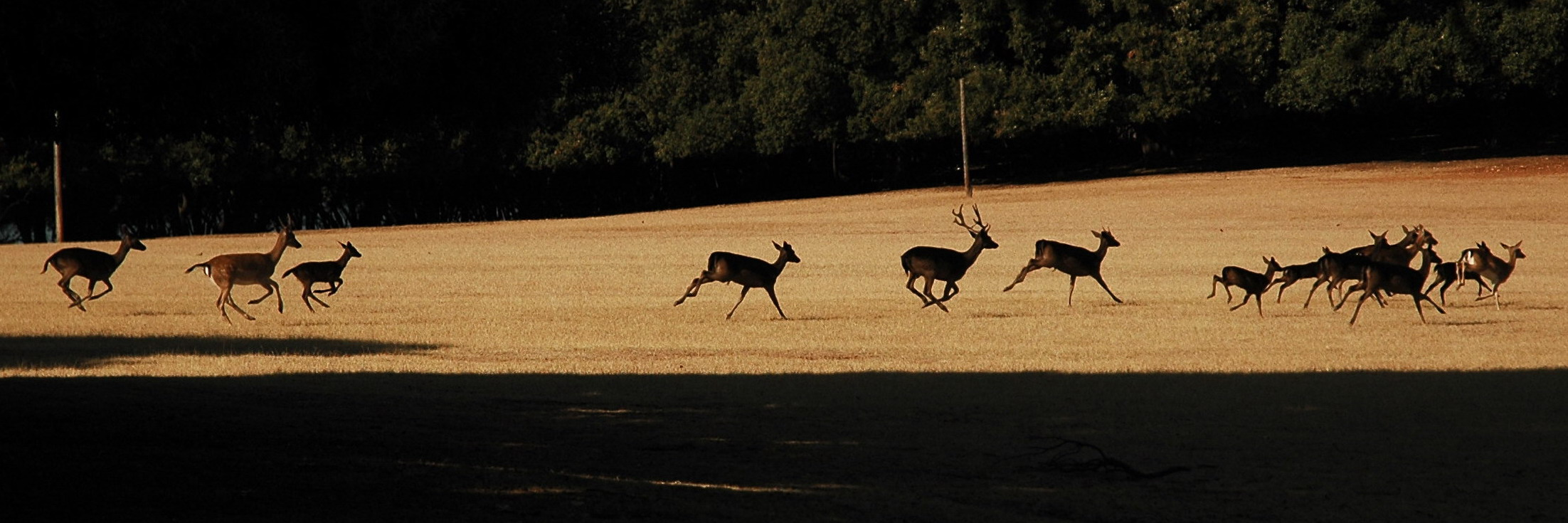
O Parque Safári

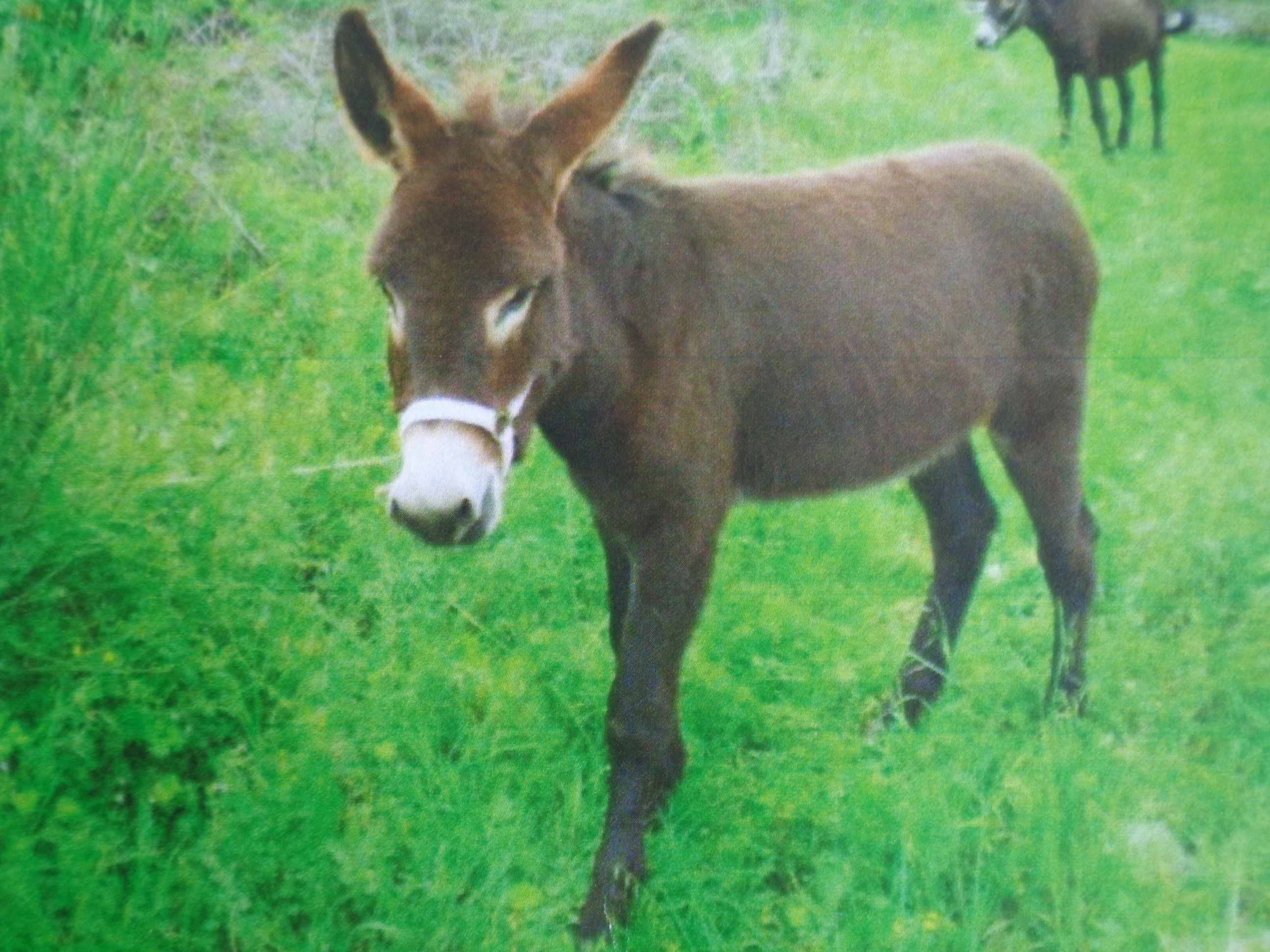
Burro da Ístria

Devido à presença milenar do homem no arquipélago de Brijuni, o mundo animal das ilhas, especialmente Veliki Brijun, além das espécies autóctones, foi enriquecido por muitas espécies importadas que não são adequadas a este habitat, mas a ele se aclimataram graças ao condições microclimáticas quase ideais. Dentro do parque existe um etnoparque, uma área dentro do parque Safari que apresenta uma típica herdade da Ístria com as suas espécies animais autóctones. Boi da Ístria (descendente dos Auroques), ovelhas, burros e cabras da Ístria. Destina-se tanto a habitat como a apresentação de animais domésticos da Ístria.
Além disso, o cervo chital, o gamo e os muflões foram introduzidos na Ilha Veliki Brijun no início do século XX. Seu número aumentou nas décadas seguintes e podem ser vistos vagando livremente pela ilha.
No final do século XIX e início do século XX foram importados a lebre europeia, o chital, o gamo e o muflão, pelo que os seus descendentes ainda adornam as florestas, parques e clareiras de Brijuni e fazem parte da sua identidade. As aves autóctones estão bastante bem representadas. Algumas das ilhas mais pequenas são excelentes habitats onde nidificam gaivotas e andorinhas do mar, bem como alguns géneros raros de biguás . As ilhas Brionianas são também importantes habitats sazonais de espécies de aves do norte e o mais interessante é a localidade de Saline. Essa é uma área muito úmida com três lagos pantanosos de 32.000m² de área vedada com o objectivo de formar uma reserva ornitologia. O maior lago está coberto de juncos e é um bom local de nidificação para vários tipos de pássaros.
Na ilha existe também um Safari Park, que abriga uma variedade de animais exóticos que foram doados ao parque como presentes de parceiros diplomáticos. O Boselaphus tragocamelus, o Zebu e o Elefante-asiático foram doados como presente da Índia, a Zebra-da-planície e a Zebra-da-montanha foram doadas por Ahmed Sékou Touré da Guiné, o Kobus ellipsiprymnus veio da Etiópia.
Os mares locais do arquipélago de Brijuni são importantes locais de incubação e parques marinhos representativos para os organismos marinhos típicos do norte do Adriático. Dos organismos marinhos protegidos pela Lei de Conservação Ambiental nas águas de Brijuni podem-se encontrar a concha-caneta e a concha-tâmara. Tartarugas marinhas e golfinhos, os vertebrados marinhos protegidos, também podem ser vistos de vez em quando nas águas de Brijuni. Existem também algumas espécies endémicas como a espiga preta, Jadranski bračić, e o Tunicado, Jadranski ciganin.
O fundo do mar é abundante em esponjas, mariscos, ouriços-do-mar, crustáceos, peixes, etc. No passado nos mares de Brijuni foram encontradas algumas espécies nunca vistas no Adriático, bem como algumas espécies até então desconhecidas dos cientistas como o coral mole Alcyonium brionense ou a variedade da esponja Ircinia variabilis fistulata.

## Turismo

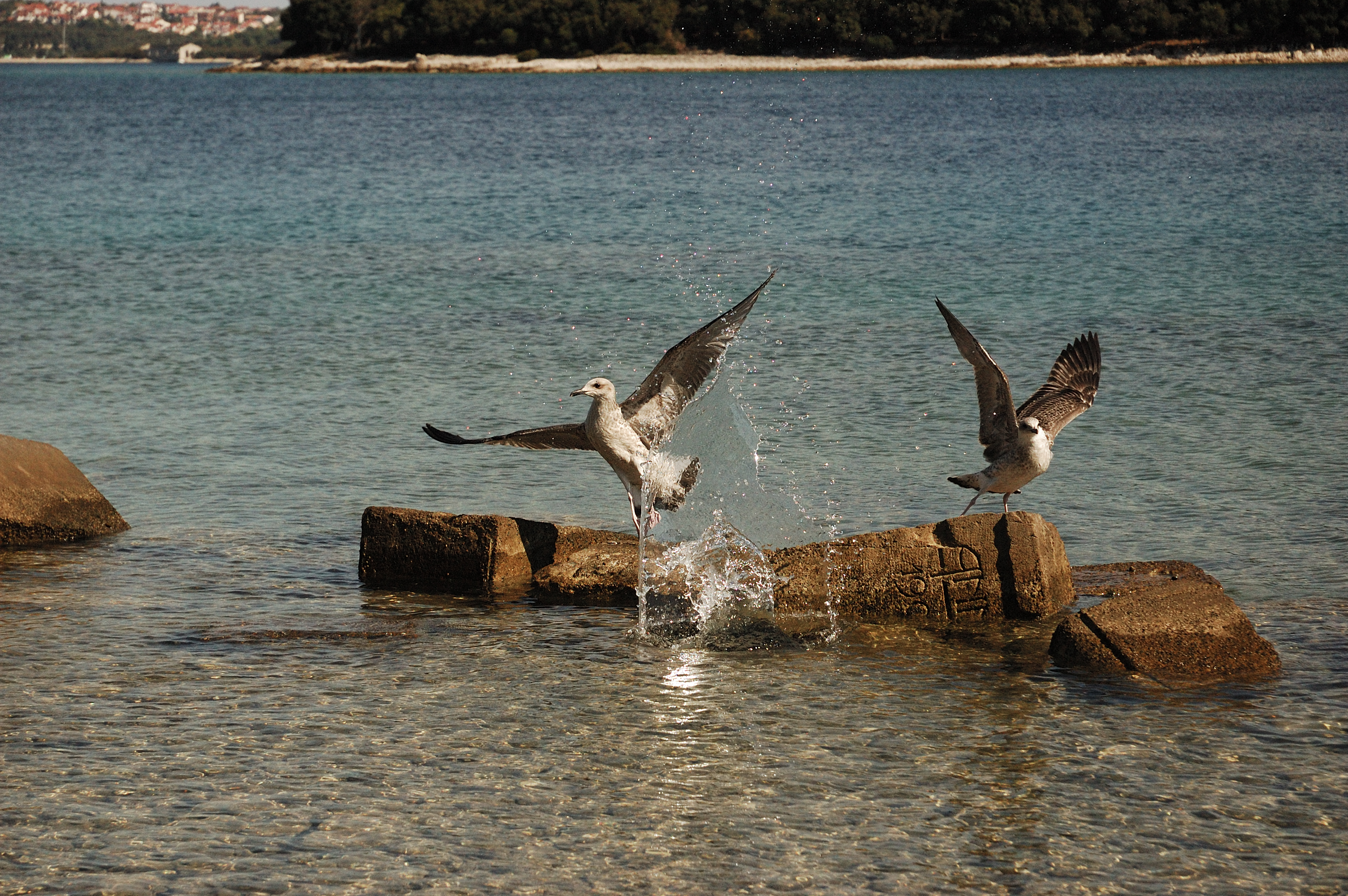
Gaivota-de-patas-amarelas, na ilha

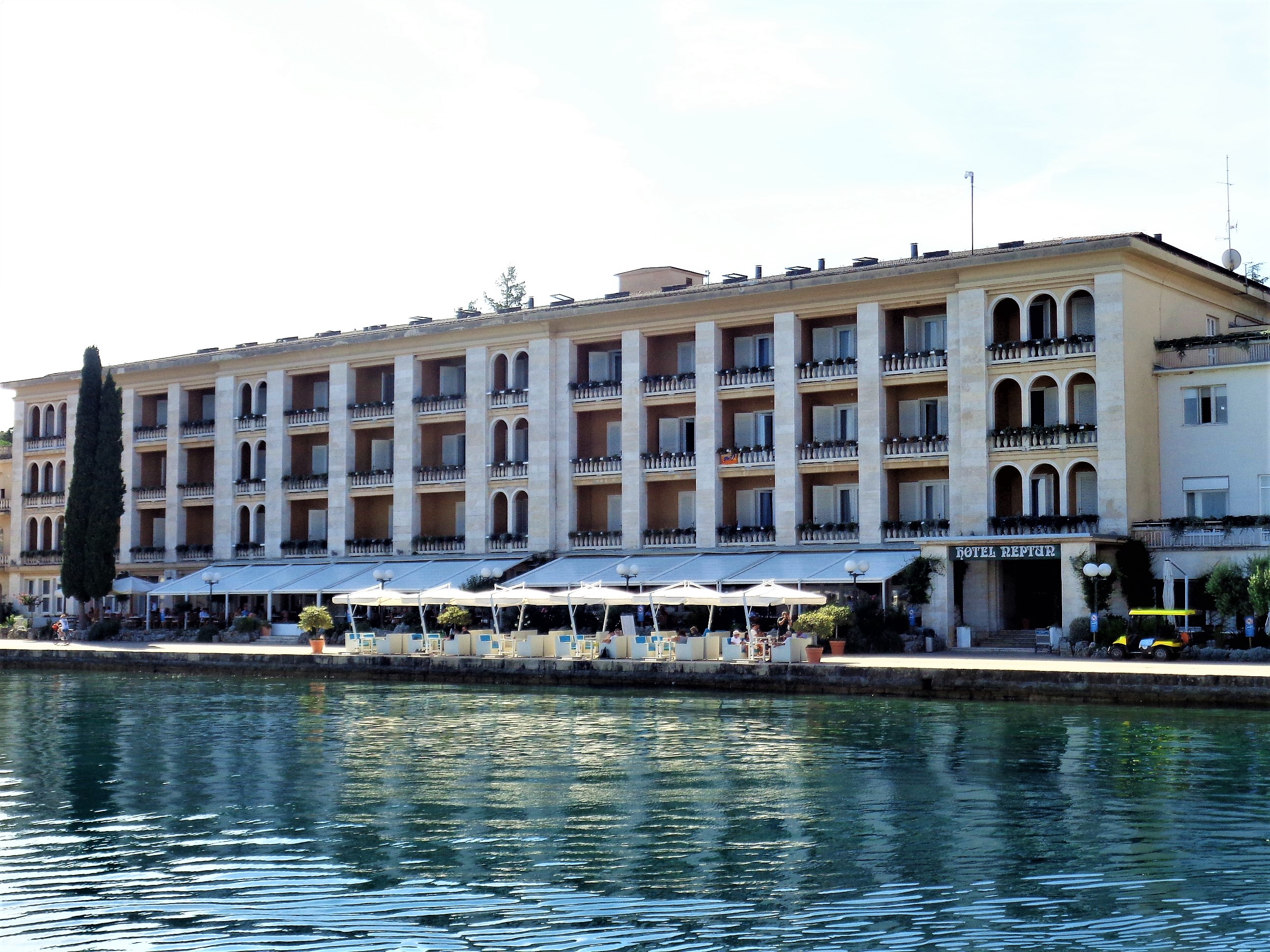
Hotel Netuno

No Brijuni existem vários sítios arqueológicos e culturais.
Em quatro locais na Ilha Veliki Brijun foram descobertas mais de 200 pegadas de dinossauros, que podem ser atribuídas ao Período Cretáceo, de onde o Parque Cretáceo Brijuni recebe o seu nome.
A ilha abrange vários sítios arqueológicos. Há a Igreja de Santa Maria do século XIII dC, que foi construída pelos Cavaleiros Templários . Existem também vestígios de duas antigas villas romanas, do século II a.C. e vestígios de um forte bizantino. O último vestígio é o Forte da Colina, que indica um assentamento da Idade do Bronze na ilha que remonta ao século XIV aC.
A ilha abriga uma exposição dedicada a Josip Broz Tito, apresentando fotografias de mais de uma centena de visitas de Estado à ilha. De acordo com uma análise das avaliações, muitos visitantes consideram a exposição anacrônica ou até perturbadora. Com base numa Ética da Comemoração Política, um autor sugeriu que a exposição deveria conter uma referência explícita a Goli Otok, uma ilha vizinha do Adriático onde foram mantidos presos políticos durante o governo de Tito, para garantir uma apresentação mais equilibrada. O piso inferior do museu é dedicado aos bichos de pelúcia, provenientes do zoológico da ilha.
Existem também várias exposições, incluindo exposições de história natural e arte, e coleções arqueológicas.

## Outros
A empresa italiana de roupas Brioni deve o seu nome ao nome italiano das ilhas.
James Joyce comemorou seu 23º aniversário em Veliki Brijun em 2 de fevereiro de 1905.